# Ленінський (Читинський район)
Ле́нінський (рос. Ленинский) — село у складі Читинського району Забайкальського краю, Росія. Адміністративний центр та єдиний населений пункт Ленінського сільського поселення.

## Населення
Населення — 278 осіб (2010; 400 у 2002).
Національний склад (станом на 2002 рік):
- росіяни — 100 %